# Marija Bistrica
Marija Bistrica es un municipio de Croacia en el condado de Krapina-Zagorje.
En el lugar existe un santuario mariano de la Virgen negra que es centro de peregrinación para cientos de fieles cada año. El 3 de octubre de 1998 el papa Juan Pablo II visitó Marija Bistrica, y beatificó al cardenal croata Aloysius Stepinac frente a una multitud de 500 000 connacionales.

## Geografía
Se encuentra a una altitud de 191 m s. n. m. a 35,6 km de la capital nacional, Zagreb.

## Demografía
En el censo 2011, el total de población del municipio fue de 6 081 habitantes, distribuidos en las siguientes localidades:
- Globočec - 524
- Hum Bistrički - 442
- Laz Bistrički - 781
- Laz Stubički - 269
- Marija Bistrica - 1 065
- Podgorje Bistričko - 898
- Podgrađe - 324
- Poljanica Bistrička - 337
- Selnica - 653
- Sušobreg Bistrički - 82
- Tugonica - 579